# Командний склад Українських військово-морських сил (1917—1919)
Військово-морські сили Української Народної Республіки (1917–1919)
Військово-морські сили Української Держави (1918)

## Командний складУкраїнських військового-морських сил (1917–1919)
- Адмірали військового флоту: Андрій Покровський — від 1.V.1918.

- Міністри та віце-міністри Морських Справ України (1917 — 1921)
  - історик Дмитро Антонович 23.XII.1917 — 14.III.1918
  - генерал Олександр Жуковський (Міністр військових справ та виконувач обов'язків міністра морських справ) 14.ІІІ — IV.1918
  - ген. бунчужний Олександр Рогоза 1. 1. V — І4.XI.1918
  - адмірал Андрій Покровський 14.ХІ — 19.XII.1918
  - контрадмірал Михайло Остроградський-Апостол 19 — 24.XII.1918
  - контрадмірал Михайло Білинський 26.XII.1918 — 9.IV.1919
  - капітан 1 рангу Микола Злобін 24.IV.1919 — 1920

- - військовий інженер Олександр Коваленко — віце-міністр (1918)
  - капітан 1-го рангу Семен Овод — виконувач обов'язків віце-міністра від 1.V.1918
  - контрадмірал Микола Максимов — віце-міністр від 5. V.1918 (деякий час був в.о. міністра).
  - контрадмірал Юрій Свірський — віце-міністр від 10.X.1918
  - контрадмірал Олександр Гадд — віце-міністр від 14.XI. 1918

- Начальники Головного морською штабу:
  - капітан 1-го рангу С. П. Овод — від 28.IV. 1918;
  - контрадмірал Юрій Свірський — від 1 .VI. 1918;
  - капітан 1-го рангу Андрій Пчельников — від 15.XI.1918;
  - капітан 1-го рангу М. Єфремов — від 20XI.1918.

- Начальники Генерального Морського штабу:
  - контрадмірал Микола Максимов — до 27.05.1918 р., потім призначений товаришем(заступником) Воєнного міністра;
  - контрадмірал Микола Протасов — до 10.11.1918 р.;
  - капітан 1 рангу Лев Постріганєв — до 1.10. 1919 р.;
  - контрадмірал Михайло Білинський — до 20.03.1920 р.

В морському Генеральному штабі на головних позиціях в різний час працювали:
- Заступник начальника Головного Генерального морського штабу — Юрій Свірський;
- ген. хорунжий флоту Степанов;
- капітан 1-го рангу Юрій Постриганов;
- молодший флагман — контрадмірал Сергій Євдокимов.

Своїм наказом від 10 травня 1918 року Скоропадський створив спеціальну комісію по реформуванні Морського відомства на чолі з віцеадміралом А. Покровським. До складу комісії увійшли: віцеадмірал Олександр Хоменко, контрадмірали Дмитро Ненюков, Олександр Кликов, П. Патон-де-Верайон та капітан 1 рангу Микола Максимов.
- Командний склад флоту у 1918 році (за Гетьманату):
  - адмірал Андрій Покровський — головний начальник портів Чорного моря;
  - контрадмірал В'ячеслав Клочковський — командант Севастопольського порту;
  - генерал-майор флоту Мстислав Єрмаков — командувач Дунайським флотом;
  - контрадмірал Михайло Остроградський-Апостол — командувач відділом флотилії в Севастополі (до 10.VI.1918);
  - контрадмірал Микола Чернілівський-Сокол — начальник штабу Чорноморського флоту Української Держави;
  - капітан 1-го рангу Дмитрів (Дмитрієв) — командувач відділом флотилії Азовського моря;
  - капітан 1-го рангу Озеров — командувач Одеським військовим портом;
  - контрадмірал Михайло Римський-Корсаков — командувач Миколаївським військовим портом;
  - контрадмірал Семен (Сімеон) Фабрицький — комендант корпусу берегової охорони;
  - контрадмірал Сергій Ворожейкін (Ворожейкин) — начальник штабу головної команди портів;
  - контрадмірал Степанов — командувач транспортним флотом.
  - полковник Володислав Дашкевич-Горбацький — командир відділу морської піхоти при Головному штабові Морського міністерства (пізніше — полковник Ястржембський);
  - полковник Іларіон Ісаєвич — командант 1-го полку морської піхоти.

У морській ліквідаційній комісії були: віцеадмірал (від осені 1918 р.) В. Шрамченко — голова та відповідальний за транспортний флот, віцеадмірал Олександр Хоменко — голова комісії для демілітаризації пароплавного флоту (пароплавів, прийнятих до військового флоту).
Інші важливі державні пости на флоті:
- ген. хорунжий флоту Володимир Савченко-Більський — начальник гардемаринської школи у 1919 році;
- Капітан 1 рангу Михайло Білинський — помічник начальника головної господарської морської управи морського міністерства у 1918 році;
- ген. хорунжий Вадим Богомолець — голова Військово-морського суду і начальник Головного військово-морського управління при морському міністерстві у Києві.